# Andrew Wyatt

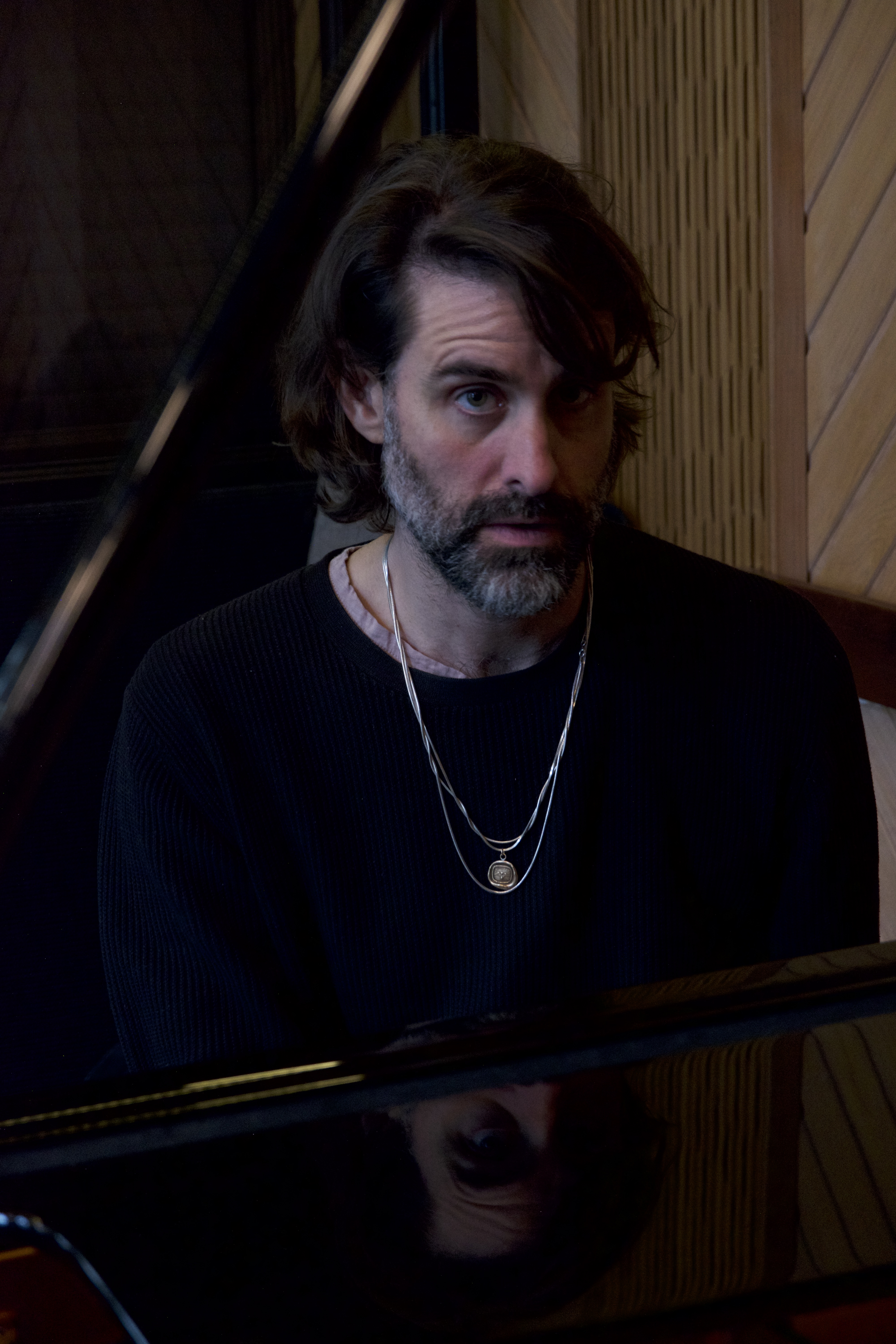
Andrew Wyatt

Andrew Wyatt Blakemore (* 15. Mai 1971 in New York) ist ein US-amerikanischer Musiker, Sänger, Songwriter und Musikproduzent. 2019 gewann er gemeinsam mit Lady Gaga, Mark Ronson und Anthony Rossomando für das Lied Shallow einen Oscar in der Kategorie Bester Song. Im Sommer 2025 wurde Wyatt Mitglied der Academy of Motion Picture Arts and Sciences.

## Leben und Karriere

### Jugend und Ausbildung
Wyatt wurde in Manhattan in New York geboren, wo er auch aufwuchs. Als er 18 Jahre alt war, gründete er gemeinsam mit Greg Kurstin die Pop-Band Funkraphiliacs, die jedoch nur kurz Bestand hatte. Daraufhin wurde er von Capitol Records als Solo-Künstler unter Vertrag genommen. Für etwa ein Jahr arbeitete er in den Real World Studios von Peter Gabriel an einem Album, bis ihn seine Drogenabhängigkeit und psychische Probleme zu einem Klinikaufenthalt zwangen. Nach seinem Aufenthalt in einer Entzugsklinik zog Wyatt für mehrere Jahre in eine Kleinstadt in Colorado.

### Karriere als Musiker
Nachdem er eine Weile an einem klassischen Konservatorium an der University of Colorado studiert hatte, kehrte Wyatt nach New York zurück und gründete 2002 die Gruppe The A. M. gemeinsam mit Michael Tighe und Parker Kindred. Die Band veröffentlichte ein Album bei Universal UK, bevor sie sich 2005 auflöste. 2007 gründete er gemeinsam mit den beiden Schweden Christian Karlsson und Pontus Winnberg die Band Miike Snow, deren Frontsänger und Co-Songwriter er ist.
Wyatt veröffentlichte sein Debüt-Soloalbum Descender am 16. April 2013 bei INGRID/Downtown Records. Auf dem Album sind die Prager Philharmoniker zu hören, zusätzlich treten Anthony Rossomando von The Libertines, Brad Truax, Damon McMahon von Amen Dunes und John Herndon von Tortoise auf. Die einzige Live-Aufführung des Albums fand am 10. Mai 2013 im Capitale in New York im Rahmen des Downtown Festivals statt, ein kurzer Dokumentarfilm von Sebastian Mlynarski mit dem Titel The Making of Descender wurde in Zusammenarbeit mit The Creator’s Project am 19. März 2013 gedreht. In der Dokumentation sprach Wyatt über die Herausforderungen, das Album in nur einem Monat fertigzustellen, da dies die einzige Zeit war, die er zwischen den Miike-Snow-Tourneen hatte, und gab einen Blick hinter die Kulissen des Aufnahmeprozesses.
2015 kollaborierte Wyatt mit Flume bei dessen Lied Some Minds, indem er Gesang und Text beisteuerte.

### Karriere als Songwriter
Außerhalb seiner eigenen Projekte hat Wyatt ausgiebig mit anderen Künstlern zusammengearbeitet und Songs mit Carl Barât, Mark Ronson, Tiggers, Dragons of Zynth, Eliot Sumner und anderen geschrieben und/oder produziert. 2011 war Wyatt Co-Autor von Grenade von Bruno Mars. Der Song schaffte es in mehreren Ländern, darunter auch in den USA, auf Platz 1 der Charts und erhielt eine Grammy-Nominierung für den Song des Jahres. Auch schuf Wyatt Klanginstallationen und Videokunst für Galerien, und stellte Waves, eine Zusammenarbeit mit dem Fotografen und Videokünstler Sebastian Mlynarski, im New Museum in New York vor. Zusammen mit Mark Ronson und Wayne McGregor schrieb er 2012 die Musik für das Einakter-Ballett Carbon Life.
2019 gewann Andrew Wyatt einen Oscar in der Kategorie Bester Song für das Lied Shallow, das er gemeinsam mit Lady Gaga, Mark Ronson und Anthony Rossomando geschrieben hatte. Für Wyatt, Ronson und Rossomando war es die erste Nominierung, für Lady Gaga die zweite. 2024 wurde er erneut für den Oscar in der Kategorie Bester Song nominiert, dieses Mal für das Lied I’m Just Ken, das er gemeinsam mit Mark Ronson geschrieben hat. Außerdem ist Wyatt auch Produzent des Liedes What Was I Made For? von Billie Eilish, das in derselben Kategorie nominiert wurde. Ein Jahr später wurde er für seine Mitarbeit an dem Filmsong Beautiful That Way aus The Last Showgirl gemeinsam mit Miley Cyrus und Lykke Li für den Golden Globe Award 2025 nominiert.

### Auszeichnungen
- 2019: Golden Globe in der Kategorie Bester Song für das Lied Shallow aus A Star Is Born
- 2019: Oscar in der Kategorie Bester Song für Shallow
- 2019: Grammy in der Kategorie Best Song Written for Visual Media und Nominierung in der Kategorie Song of the Year für Shallow aus A Star Is Born

## Diskografie

### Studioalben
- 2004: The A. M. (mit The A .M.)
- 2009: Miike Snow (mit Miike Snow)
- 2012: Happy to You (mit Miike Snow)
- 2013: Descender (Solo-Album)
- 2016: iii (mit Miike Snow)

## Filmografie
- 2024: The Last Showgirl